# Ypthima perrieri
Ypthima perrieri är en fjärilsart som beskrevs av Renaud Maurice Adrien Paulian 1951. Ypthima perrieri ingår i släktet Ypthima och familjen praktfjärilar. Inga underarter finns listade i Catalogue of Life.